# De Dion-Bouton
De Dion-Bouton var en fransk bil- og motorvognsrproduccent, der eksisterde fra 1883 til 1953. Firmaet blev grundlagt af Marquis Jules-Albert de Dion, Georges Bouton og Boutons svoger Charles Trépardoux.